# Pampeluna (turniej szachowy)
Pampeluna (hiszp. Ciudad de Pamplona) – jeden z najsilniej obsadzonych szachowych turniejów organizowanych w Hiszpanii, rozgrywany pod koniec roku kalendarzowego (do 2002 r. rozgrywany na przełomie lat) w Pampelunie. Pierwszy turniej odbył się w roku 1990 i z wyjątkiem przełomu lat 2000/2001 organizowany jest cyklicznie. Wszystkie zawody rozegrano systemem kołowym w obsadzie od 8 do 10 zawodników (z wyjątkiem edycji 2002/2003, kiedy rozegrano dwa koła w obsadzie 4-osobowej). W dotychczasowej historii zwycięzcami byli m.in. mistrzowie świata Rusłan Ponomariow i Rustam Kasimdżanow. Jedynym polskim szachistą, który uczestniczył w turnieju był w roku 1998 Michał Krasenkow (zajmując II miejsce).

## Zwycięzcy dotychczasowych turniejów
| Lp | Rok       | Zwycięzcy                                                         |
| -- | --------- | ----------------------------------------------------------------- |
| 1  | 1990/1991 | Leonid Judasin                                                    |
| 2  | 1991/1992 | Leonid Judasin, Miguel Illescas Cordoba                           |
| 3  | 1992/1993 | Joel Lautier                                                      |
| 4  | 1993/1994 | Jordi Magem Badals, Andriej Sokołow, Felix Izeta Txabarri         |
| 5  | 1994/1995 | Aleksander Morozewicz                                             |
| 6  | 1995/1996 | Jordi Magem Badals, Julio Granda Zuniga                           |
| 7  | 1996/1997 | Zoltan Almasi, Jonathan Speelman, Zurab Azmaiparaszwili           |
| 8  | 1997/1998 | Miguel Illescas Cordoba, Ulf Andersson                            |
| 9  | 1998/1999 | Aleksander Morozewicz                                             |
| 10 | 1999/2000 | Nigel Short                                                       |
| 11 | 2001/2002 | Wiktor Bołogan                                                    |
| 12 | 2002      | Rustam Kasimdżanow, Wiktor Bołogan                                |
| 13 | 2003      | Miguel Illescas Cordoba, Luke McShane, Emil Sutowski              |
| 14 | 2004      | Borys Gelfand                                                     |
| 15 | 2005      | Rusłan Ponomariow                                                 |
| 16 | 2006      | Aleksander Morozewicz                                             |
| 17 | 2007      | Francisco Vallejo Pons                                            |
| 18 | 2008      | Krishnan Sasikiran                                                |
| 19 | 2009      | Georg Meier, Julio Granda Zuniga, Viktor Laznicka, Kirił Georgiew |
| 20 | 2010      | David Lariño Nieto                                                |